# Loi de Goodhart
La loi de Goodhart, du nom de l'économiste Charles Goodhart qui l'a formulée pour la première fois en 1975 en prenant comme exemple la politique monétaire anglaise, est un adage qui indique que « quand une mesure devient un objectif, elle cesse d'être une bonne mesure », car elle devient sujette à des manipulations, directes (trucage des chiffres) ou indirectes (travailler uniquement à améliorer cette mesure),. Formulée autrement, elle devient :
« Toute régularité statistique observée tend à perdre toute crédibilité dès qu'elle est mise sous tension à des fins de contrôle ».
La loi de Goodhart est considérée comme une application de la loi de Campbell.

## Description
La formulation originale de cette loi concerne plus spécifiquement les indicateurs macro-économiques : « Dès lors qu'un gouvernement tente de contrôler un ensemble particulier d'actifs financiers, ceux-ci perdent leur fiabilité à titre d'indicateurs de tendances économiques »[réf. souhaitée]. C'est le cas notamment du taux de chômage.
Cette loi fut ensuite utilisée notamment pour critiquer la tentative du gouvernement anglais de Margaret Thatcher de mener une politique économique monétariste.
Appliquée à l'économie, cette loi est également implicite dans l'idée des attentes rationnelles, une théorie économique qui affirme que ceux qui sont conscients de l'existence d'un système de récompenses et de punitions optimiseront leurs actions au sein de ce système pour atteindre les résultats souhaités. Par exemple, si la communauté des chercheurs se sait évaluée depuis des dizaines d’années sur un facteur d'impact qui privilégie le nombre de publications et de citations, les chercheurs vont adopter des stratégies sans liens avec la qualité réelle de leur recherche pour optimiser ce facteur.
Bien qu'elle ait vu le jour dans le contexte des réactions du marché, cette loi a de profondes implications pour la sélection des cibles de haut niveau dans les organisations.